# Грамбов
Грамбов (нім. Grambow) — громада в Німеччині, розташована в землі Мекленбург-Передня Померанія. Входить до складу району Північно-Західний Мекленбург. Складова частина об'єднання громад Лютцов-Любсторф.
Площа — 19,80 км2. Населення становить 666 ос. (станом на 31 грудня 2020).

## Галерея

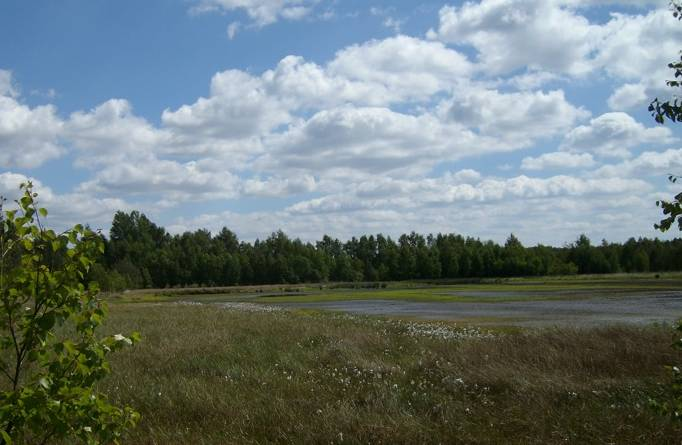
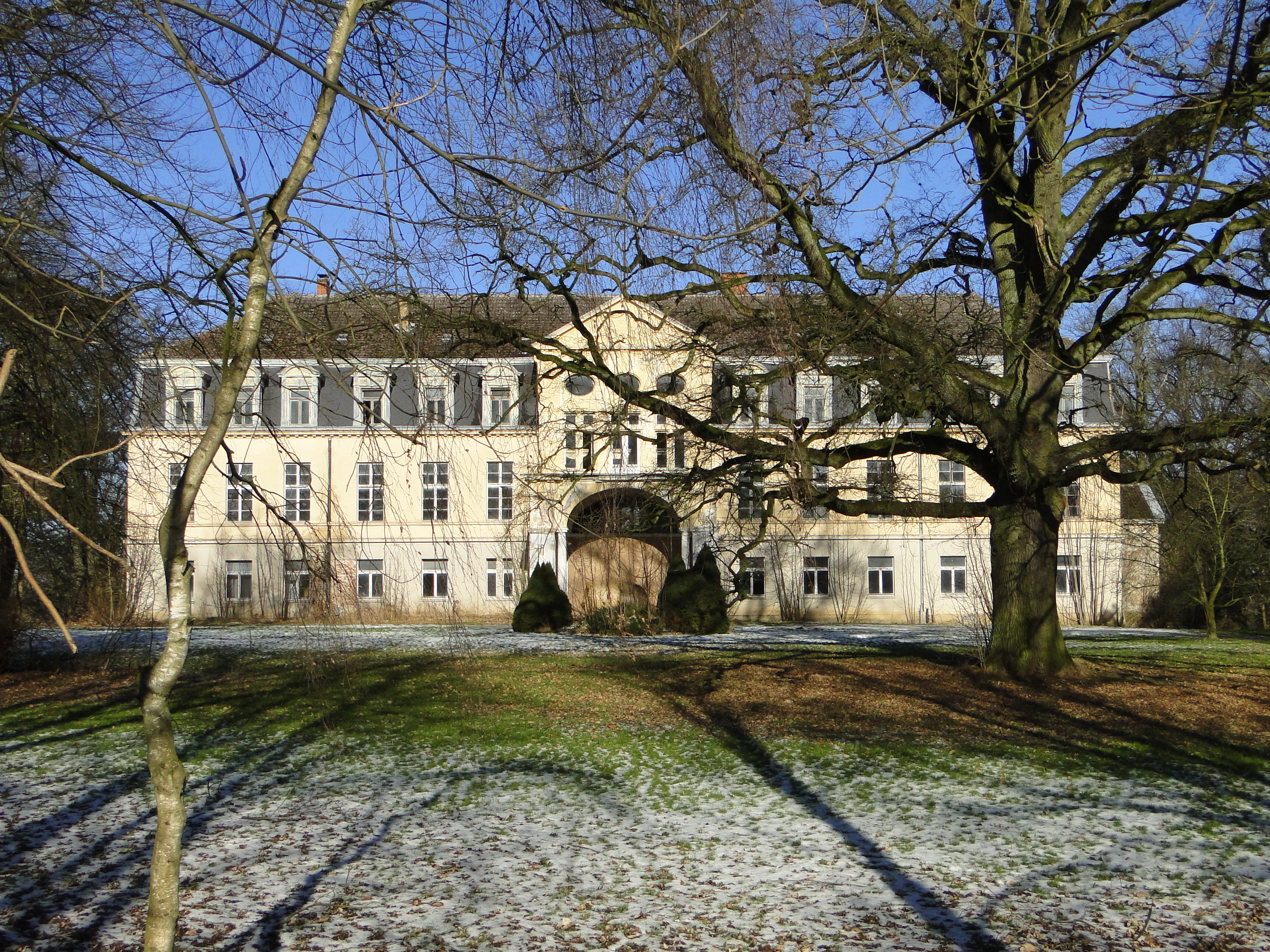